# Cystopteris alpina
Cystoptéris des Alpes
Espèce
Statut de conservation UICN

 LC  : Préoccupation mineure
Cystopteris alpina (en français le Cystoptère des Alpes) est une espèce de fougères de la famille des Dryopteridaceae et du genre Cystopteris.

## Taxonomie
L'espèce est décrite en 1779 par Jean-Baptiste de Lamarck sous le nom de Polypodium alpinum. Elle est renommée en 1827 par Nicaise Augustin Desvaux sous le nom de Cystopteris alpina,.
Synonymes
- Polypodium alpinum Lam., 1779
- Aspidium alpinum (Lam.) Willd., 1805
- Cyathea alpina (Lam.) Roth, 1799
- Cystea alpina (Lam.) Sm., 1828
- Cystopteris atrovirens C.Presl, 1851
- Cystopteris crispa sensu Fuchs ex Janch., 1963
- Cystopteris filix-fragilis subsp. alpina (Lam.) Jahand. & Maire, 1931
- Cystopteris fragilis proles regia sensu Rouy, 1913
- Cystopteris fragilis subsp. alpina (Lam.) Hartm., 1846
- Cystopteris fragilis subsp. alpina, Briq., 1910
- Cystopteris fragilis subsp. regia sensu auct. plur.
- Cystopteris regia sensu H.J.Coste, 1906

Nom en français
L'espèce peut être désigné en français sous les noms de Cystoptéris des Alpes, Cystoptéride des Alpes ou Cystoptère des Alpes.

## Distribution
En France, l'espèce est présente dans les Pyrénées et dans les Alpes.

## Protection
Cystopteris alpina est évaluée Espèce de préoccupation mineure (LC) sur la Liste rouge de la flore vasculaire de France métropolitaine de 2019.